# デジタル・インフォメーション・テクノロジー
デジタル・インフォメーション・テクノロジー株式会社（英文社名：Digital Information Technologies Corporation）は、東京都中央区八丁堀に本社を置く日本のシステムインテグレータ。JPX日経中小型株指数の構成銘柄の一つ。

## 概要
デジタル・インフォメーション・テクノロジーは、2002年に東洋コンピュータシステム、日本オートマトン、東洋テクノを子会社とする持株会社として設立された。製造業や金融機関などの企業向けシステムの受託開発を行う。

## 沿革
- 2002年 川崎市川崎区で東洋アイティーホールディングス株式会社を設立[3]。
- 2005年 デジタル・インフォメーション・テクノロジー株式会社に商号を変更[3]。
- 2006年 東京都中央区八丁堀に本社を移転[3]。
- 2015年 東京証券取引所JASDAQに上場[3]。
- 2016年 東京証券取引所市場第二部へ市場変更[3]。
- 2017年 東京証券取引所市場第一部銘柄に指定[3]。